# Muzyka w środowisku pracy
Muzyka w środowisku pracy – stosowana w celu zintensyfikowania wydajności człowieka oraz kontroli stanu umysłu w trakcie wykonywania zadań i współdziałania z innymi ludźmi. 

## Tło muzyczne a muzyka przemysłowa
Wyróżnia się dwa sposoby zastosowania muzyki:
- muzykę przemysłową (industrial music)
- tło muzyczne (background music)

Podczas gdy muzyka przemysłowa może być tłem muzycznym, zależność odwrotna nie zawsze jest możliwa. Od tła muzycznego muzyka przemysłowa różni się głównie tym, że nie jest nadawana przez cały czas. Ekspozycja ciągła stwarza monotonię i sama w sobie może być źródłem stresu. Dlatego też z samego założenia tło muzyczne ma działać raczej na przechodnich gości, a nie na stałe przebywających w danym środowisku pracowników lub inne osoby. 
Muzykę przemysłową uważa się za czynnik niepożądany w zadaniach wymagających skupienia i wysiłku psychicznego. W takich instytucjach jak banki i biura projektowe stosuje się background music. Muzyka przemysłowa, której definicja jest do pewnego stopnia antytezą tła muzycznego, jest ściśle zaprogramowana do określonego rozkładu lub planu pracy. Poszczególnymi cechami muzyki przemysłowej są głośność, która musi istotnie przewyższać ogólny poziom tła akustycznego hałasu oraz wokaliza, która musi być immanentną częścią większości partii muzycznych. O ile tło muzyczne może być prawie anonimowe, o tyle muzyka przemysłowa powinna zawierać dobrze znane standardy muzyki popularnej.

## Zastosowanie muzyki przemysłowej
Muzyka przemysłowa może do pewnego stopnia kompensować brak wewnętrznych wartości samej pracy, dostarczając substratu do budowania indywidualnej i grupowej tożsamości pracowników. Najczęściej wymienia się bezpośrednie korzyści muzyki przemysłowej, tj. wzrost wydajności. Ale nie jest to korzyść jedyna, bo korzyścią pośrednią i nie mniej ważną jest spadek fluktuacji, który w badanej londyńskiej fabryce zmniejszył się z poziomu aż 87% do zaledwie 28%.
Nadawanie muzyki wpływa pozytywnie na jakość wykonywanych zadań. Wedle badań amerykańskiej firmy Muzak Corporation  (specjalizującej się w nagrywaniu teł akustycznych, wykorzystując wyłącznie popularne utwory instrumentalne z pominięciem tych wszystkich fragmentów, które uwagę słuchacza skupiają na detalu) muzyka powinna zajmować zawsze 42% czasu pracy. Powinna ona być jedynie przerywnikiem w środowisku pracy i spełniać warunek stosowności treści. Głośność muzyki przemysłowej powinna przewyższać o 5 dB (A) tło akustyczne hałasu. W sumie jednak hałas i muzyka nie powinny przekraczać granicy 80 dB (A). W warunkach przemysłowych jedynym możliwym sposobem spełnienia tego wymogu jest zastosowanie słuchawek z wmontowanym odbiornikiem radiowym.

## Historia muzyki w środowisku pracy
W starożytnej Grecji większość trudnych i monotonnych prac była rytmizowana w takt dźwięków muzyki. We wczesnych latach trzydziestych XX wieku miały miejsce pierwsze próby naukowego zastosowania muzyki do praktyki przemysłowej. Jednak owe pierwsze zastosowania i wyjaśnienia z punktu widzenia korzyści psychologicznych nie przekroczyły progu dawnych intuicji, że „muzyka jest przyjacielem w pracy, ponieważ zmniejsza jej ciężar, uspokaja nerwy i dodaje ducha”. W latach trzydziestych pojawiły się pierwsze obiektywne badania nad znaczeniem muzyki w pracy i w życiu codziennym. W badaniach nad wydajnością stwierdzono wzrost produktywności kobiet od 6,2% do 11,3%, który przypisano emitowaniu muzyki. Według autorów badań muzyka jest dobrym antidotum na nudę (Torington, 1936). Wpłynęło to na decyzję BBC wprowadzenia podczas II wojny światowej muzycznych programów radiowych zatytułowanych „Muzyka w pracy” (Music while you work). W latach 1950–70 transmisje muzyczne osiągnęły takie rozmiary, że trudno byłoby wskazać dziedziny pracy i życia, wolne od tego środka oddziaływania na psychikę człowieka. 

## Emocjonalneoddziaływanie muzyki
Jak się wyraził kiedyś francuski antropolog Claude Lévi-Strauss, muzyka jest najsubtelniejszym misterium wiedzy ludzkiej, przez co stanowi klucz do zrozumienia wszystkich innych obszarów psychiki człowieka. Dotychczas nikomu nie udało się przekonująco wytłumaczyć, jaka jest wartość adaptacyjna muzyki w życiu człowieka. 
Muzyka może:
- wzruszać do łez
- pobudzać do walki i pracy
- inspirować
- potęgować lęk
- wywoływać stany samotności

Emocjonalne oddziaływanie muzyki zależy od dwóch czynników. Środowiska kulturowego, które modeluje oczekiwania ludzi wobec określonych układów dźwięków. Kiedy muzyka spełnia oczekiwania słuchacza, staje się źródłem pozytywnych emocji, przyczynia się do rozluźnienia organizmu i odwrotnie – odstępstwa od oczekiwań rodzą stany rozdrażnienia i napięcia. Obok nabytych właściwości emocjonalnego przeżywania muzyki, istnieją także cechy bardziej uniwersalne – związane z właściwościami dźwięku, a więc „skończoność-jednostajność” oraz „tempo-powolność”. 
Muzyka od niepamiętnych czasów była używana w charakterze środka terapii i środka sprawowania kontroli nad zachowaniami ludzi. Mimo braku naukowych podstaw rozwija się i święci tryumfy psychoterapia oparta na środkach muzycznych, która pomaga szczególnie w takich przypadkach, jak depresje, spadek morale, brak uspołecznienia.

## Badanie wpływu muzyki
Na Uniwersytecie Stanforda przeprowadzono badania, z których wynika, że muzyka jest najsilniejszym źródłem wzruszeń. Goldstein przebadał grupę osób, które oceniały 18 różnych sytuacji bodźcowych pod względem ich emocjonalnej wartości. 96% respondentów wskazało muzykę jako najważniejszego „dreszczowca”, co w porównaniu z 70% wskazań dla aktywności seksualnej jest wskaźnikiem wielce wymownym.